# Ремікірен

Ремікірен

Ремікірен — препарат для лікування артеріальної гіпертензії з групи інібіторів реніну. Вперше розроблений фармакологічною компанією «Хоффман-Ля-Рош» у 1996 році.